# Haasiasaurus
Haasiasaurus es un género extinto de mosasáurido, originalmente denominado "Haasia" por M. J. Polcyn et al., en honor del paleontólogo Georg Haas. (El nombre original era un sinónimo más moderno de Haasia Bollman, 1893, un género de milpiés). El género solo abarca a una especie, Haasiasaurus gittelmani, la cual fue hallada en rocas que datan del Cenomaniense (Cretácico Superior) cerca de Ein Yabrud, en la Cisjordania palestina, aproximadamente a 20 kilómetros al norte de Jerusalén.